# Sancho Ramírez
Sancho Ramírez (1042 – 4. června 1094, Huesca) byl v letech 1063 až 1094 aragonským králem a od roku 1076 králem navarrským pod jménem Sancho V. Narodil se jako nejstarší syn Ramira I. Aragonského a jeho první manželky Ermesindy z Bigorre. Jeho otec byl prvním aragonským králem a nemanželským synem navarrského krále Sancha III. Aragonskou korunu zdědil po svém otci v roce 1063. Králem navarrským byl zvolen navarrskými šlechtici po zavraždění svého bratrance Sancha IV. jeho sourozenci.

## Život

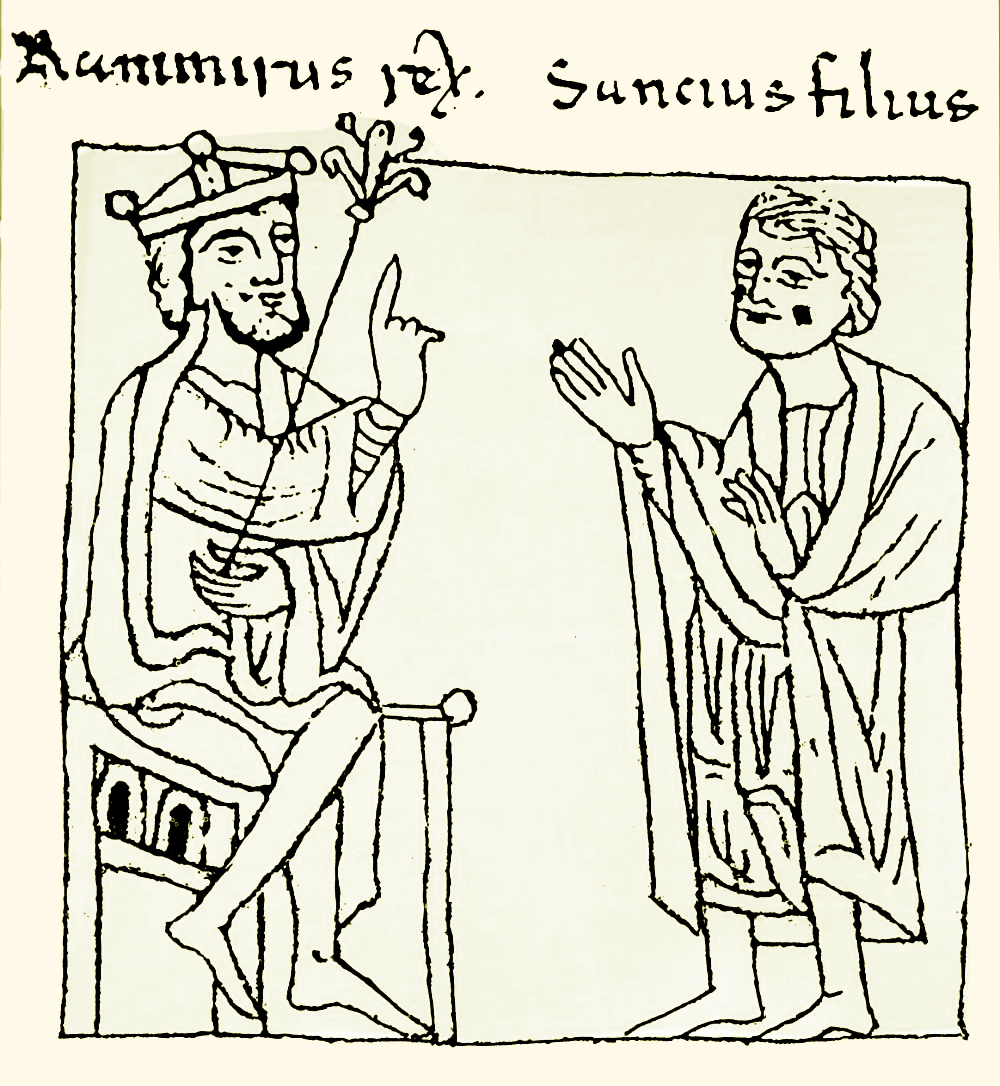
Sancho se svým otcem, králem Ramirem na rukopisu z Jacy ze 13. století

Sancho Ramírez se stal druhým aragonským králem po smrti svého otce v roce 1063. V letech 1067 až 1068 ho válka tří Sanchů zatáhla do konfliktu s jeho bratranci, oba se také jmenovali Sancho: s navarrským králem Sanchem IV. a kastilským králem Sanchem II. Kastilský Sancho se pokoušel dobýt zpět Burebu a Alta Rioju, které jeho otec daroval králi Navarry, ale dobytí se mu nedařilo. Navarrský Sancho prosil o pomoc aragonského Sancha při obraně svého království. Sancho Kastilský porazil oba bratrance a znovu dobyl Burebu a Alta Rioju a také Álavu.
Sancho Ramírez následoval otcovu praxi a na začátku své vlády nepoužíval královský titul, i když se jeho stát stal plně nezávislým. To se změnilo v roce 1076, když byl Sancho IV. Navarrský zavražděn svými vlastními sourozenci, což vyvolalo v království nástupnickou krizi. Nejprve byl malý syn zavražděného krále, García, který uprchl do Kastilie, uznán Alfonsem VI. za titulárního krále, zatímco Sancho Ramírez naverboval na svou stranu šlechtice z Navarry, kteří nechtěli, aby jejich království spadalo pod Alfonsův vliv. Krize byla vyřešena rozdělením. Sancho Ramírez byl zvolen králem Navarry; dříve napadené západní provincie království postoupil Alfonsovi. Od té doby se Sancho označoval nejen za krále navarrského, ale i aragonského.
Sancho v roce 1064 dobyl Barbastro, v roce 1083 Graus a v roce 1089 Monzón. Poražen byl pravděpodobně v roce 1084 v bitvě u Morelly Cidem, který útočil na jeho země a země jeho muslimských spojenců. Král Sancho zemřel 4. června 1094 v bitvě u Huescy.

## Manželství a potomci
Sancho uzavřel své první manželství v roce 1065 s Isabelou, dcerou hraběte Ermengola III. z Urgellu. Manželům se před rozvodem v roce 1071 narodil syn:
- Petr (asi 1068–1104); v letech 1094 až 1104 aragonský a pamplonský král, oženil se s Anežkou Akvitánskou

Jeho druhou manželkou se v roce 1076 stala Felicia, nejmladší dcera hraběte Hilduina IV. z Montdidier. S tou měl tři syny:
- Ferdinand Aragonský
- Alfons I. Aragonský
- Ramiro II. Aragonský